# Luciano Giusti
Luciano Giusti (Lucca, 24 aprile 1926) è un ex calciatore e allenatore di calcio italiano, di ruolo attaccante.

## Palmarès

### Club

#### Competizioni nazionali
- Serie C: 1

Prato: 1948-1949
- Serie B: 1

Lucchese: 1946-1947